# Make Yourself
Make Yourself es el tercer álbum de estudio de la banda californiana de rock alternativo Incubus, lanzado el 26 de octubre de 1999. A menudo es considerado el mejor álbum de la banda hasta la fecha. Ha sido certificado como disco de platino en Estados Unidos. El disco trae los hits Pardon Me, Stellar y el tema con el que se dieron a conocer a todos que es Drive, los cuales llegaron a estar entre los 3 primeros lugares de la Billboard. Para muchos fanáticos Make Yourself representa un cambio de sonido significativo de la banda, con una mayor calidad en la producción musical y con un sonido más maduro que su anterior álbum S.C.I.E.N.C.E. De alguna manera Make Yourself es un avance de su álbum Morning View, el más popular de todos.
Este es el primer álbum que se grabó con DJ Kilmore quien reemplazó a DJ Lyfe.

## Lista de canciones
1. «Privilege» – 3:54
2. «Nowhere Fast» – 4:30
3. «Consequence» – 3:18
4. «The Warmth» – 4:24
5. «When It Comes» – 4:00
6. «Stellar» – 3:20
7. «Make Yourself» – 3:03
8. «Drive» – 3:52
9. «Clean» – 3:55
10. «Battlestar Scralatchtica» – 3:49
11. «I Miss You» – 2:48
12. «Pardon Me» – 3:44
13. «Out From Under» – 3:27

## Certificaciones
| País (Certificador) | Certificación | Ventas certificadas |
| --- | ------------- | ------------------- |
| Estados Unidos (RIAA) | 2x Platino    | 2 000 000*          |
| Reino Unido (BPI) | Oro           | 100 000*            |
| ^cifras de envíos basadas únicamente en la certificación xcifras no especificadas basadas únicamente en la certificación |               |                     |